# Philip Gidley King
Philip Gidley King (Launceston in Groot-Brittannië, 23 april 1758 - London, 3 september 1808) was de derde gouverneur van New South Wales. Hij heeft onder lastige omstandigheden veel gedaan om van dit deel van Australië een beschaafde Britse kolonie te maken. Hij was de vader van de Britse ontdekkingsreiziger, admiraal en ornitholoog Phillip Parker King.
Toen de Eerste Vloot in januari 1788 in Australië aankwam, kreeg King de opdracht het eiland Norfolk te koloniseren en te zorgen voor de bevoorrading en de verdediging. Toen hij gouverneur van New South Wales was, bevorderde hij de ontwikkeling van de veeteelt, de walvisvangst en de mijnbouw. Hij liet scholen bouwen en richtte de eerste krant in de kolonie op. Maar hij was niet in staat om conflicten met het militair establishment te beslechten en daardoor werd hij gedwongen om af te treden.

## Bron
- Dit artikel of een eerdere versie ervan is een (gedeeltelijke) vertaling van het artikel Philip Gidley King op de Engelstalige Wikipedia, dat onder de licentie Creative Commons Naamsvermelding/Gelijk delen valt. Zie de bewerkingsgeschiedenis aldaar.

- Australian Dictionary of Biography: king-philip-gidley-2309
- Bibliothèque nationale de France: cb10503051n (data)
- Dictionary of Australian Artists: governor-philip-gidley-king
- Gemeinsame Normdatei: 173110770
- International Standard Name Identifier: 0000 0000 8390 4646
- Library of Congress Control Number: n83038548
- National Gallery of Victoria: 13671
- Nationale bibliotheek van Australië: 35271903
- Nederlandse Thesaurus van Auteursnamen: 292908563
- SNAC: w64x5f87
- Museum of New Zealand Te Papa Tongarewa: 55037
- Trove: 494427
- Virtual International Authority File: 66853196
- WorldCat: E39PBJhRJ3yyCvTcxBdrxPCPcP